# HC Cormoran-auto Krásný Praha
HC Cormoran-auto Krásný Praha (celým názvem: Hockey Club Cormoran-auto Krásný Praha) byl český klub ledního hokeje, který sídlil v pražském Braníku. Založen byl v roce 2003 zásluhou Daniela Losa a Jiřího Krásného. V roce 2006 se stal vítězem pražského přeboru a vítězem kvalifikace o II. hokejovou ligu nad VTJ Ještěd Liberec. Domácí zápasy se hráli na Stadionu Kobra, Praha 4 v pátek 20:45 hod. Oba dva vlastníci byli souběžně i hráči oddílu a patřili mezi opory. Oba se každý ročník umisťovali na prvních dvou místech kanadského bodování svého mužstva.
Své domácí zápasy odehrával na zimním stadionu Kobra Praha s kapacitou 600 diváků.

## Přehled ligové účasti
Stručný přehled
Zdroj:
- 2003–2011: Krajský přebor - Praha (4. ligová úroveň v České republice)

Jednotlivé ročníky
Zdroj:
Legenda: ZČ - základní část, červené podbarvení - sestup, zelené podbarvení - postup, fialové podbarvení - reorganizace, změna skupiny či soutěže
| Česko (2003 – 2011) |                        |           |          |                                                    |          |
| Sezóny              | Soutěž                 | Úroveň    | ZČ       | Play-off, nadstavba, sk. o udržení...              | Poznámky |
| 2003/04             | Krajský přebor - Praha | 4. úroveň | 5. místo | Skupina o umístění (6. místo)                      |          |
| 2004/05             | Krajský přebor - Praha | 4. úroveň | 3. místo | Finálová skupina (3. místo)                        |          |
| 2005/06             | Krajský přebor - Praha | 4. úroveň | 1. místo | Vítěz; baráž o 2. ligu – 1. fáze, 2. kolo (prohra) |          |
| 2006/07             | Krajský přebor - Praha | 4. úroveň | 4. místo |                                                    |          |
| 2007/08             | Krajský přebor - Praha | 4. úroveň | 3. místo |                                                    |          |
| 2008/09             | Krajský přebor - Praha | 4. úroveň | 3. místo |                                                    |          |
| 2009/10             | Krajský přebor - Praha | 4. úroveň | 5. místo |                                                    |          |
| 2010/11             | Krajský přebor - Praha | 4. úroveň | 5. místo | Skupina o umístění (4. místo)                      |          |